# Neger (Bieke)
Die Neger ist ein knapp vier Kilometer langer, rechtsseitiger und östlicher Zufluss der Bieke im nordrhein-westfälischen Kreis Olpe. Sie ist ein kleiner Talauebach des Grundgebirges.

## Name
Der Fluss wurde 1555 als di Neger erstmals schriftlich erwähnt. Der Ort Neger erscheint schon im 9. Jh. als Nagiri in den schriftlichen Aufzeichnungen. Der Name könnte vielleicht vom urindogermanischen Verbstamm *néh2gʰ- für „baden, schwimmen“ abgeleitet sein.
Andere Etymologien halten eine Verbindung mit dem heutigen Wort ‚Nachen‘ für am wahrscheinlichsten.

## Geographie

### Quelle
Die Neger entspringt und verläuft im Mittelteil des Naturparks Ebbegebirge. Ihre Quelle liegt zwischen den Bergen Feldberg (536,7 m ü. NHN) im Norden und Homert (556,2 m ü. NHN) im Südosten etwa 0,6 km östlich von Oberneger, dem nordöstlichen Stadtteil des Olper Stadtteils Neger. Sie liegt auf ungefähr 475 m ü. NHN direkt westlich der Kreisstraße 18, die den nahen Biggesee, die Ortschaft Neger und die Negerquelle passierend, mit der südöstlich verlaufenden Bundesstraße 55 verbindet. 
Unmittelbar oberhalb ihrer Quelle befindet sich ein Kompostierungswerk, an das sich östlich eine Mülldeponie mit dem Veischedequellgebiet anschließt.

### Verlauf
Die überwiegend west-südwestwärts verlaufende Neger fließt anfangs durch die zu Neger gehörenden Ortsteile Ober- und Mittelneger und passiert Unterneger wenige Meter südlich. Danach durchfließt sie ihr enges, von Wald gesäumtes Bachtal, um schließlich auf etwa 315 m ü. NHN in die aus Süden heran fließende Bieke zu münden, die ihrerseits wenig später in den von der Bigge durchflossenen Biggesee fließt.
Der 3,938 km lange Lauf der Neger endet ungefähr 158 Höhenmeter unterhalb ihrer Quelle, sie hat somit ein mittleres Sohlgefälle von etwa 40 ‰.